# Struthiola
Struthiola es un género botánico con 91 especies de plantas perteneciente a la familia Thymelaeaceae

## Especies seleccionadas
- Struthiola albersii
- Struthiola amabilis
- Struthiola angustifolia